# Hyalolaena issykkulensis
Hyalolaena issykkulensis är en flockblommig växtart som beskrevs av Pimenov och Kljuykov. Hyalolaena issykkulensis ingår i släktet Hyalolaena och familjen flockblommiga växter. Inga underarter finns listade i Catalogue of Life.